# Adergas
Adergas – wieś w Słowenii, w gminie Cerklje na Gorenjskem. W 2018 roku liczyła 253 mieszkańców.